# 14 июня
14 июня — 165-й день года (166-й в високосные годы) по григорианскому календарю.
До конца года остаётся 200 дней.
До 15 октября 1582 года — 14 июня по юлианскому календарю, с 15 октября 1582 года — 14 июня по григорианскому календарю.
В XX и XXI веках соответствует 1 июня по юлианскому календарю.

## Праздники и памятные дни
См. также: Категория:Праздники 14 июня

### Международные
- Всемирный день донора крови (2005)

### Национальные
- Латвия,  Эстония — День памяти жертв коммунистических репрессий (1941)
- Литва — День траура и надежды (1941)
- Россия — День работников миграционной службы (1992)
- США — День американского флага (1777)

### Религиозные
Православие
- память мучеников Иустина Философа и другого Иустина[4] и с ними Харитона, Хариты, Евелписта, Иеракса, Пеона и Валериана (166)
- память преподобного Дионисия, игумена Глушицкого (1437)
- память святого праведного Иоанна Кронштадтского (прославление, 1990)
- память преподобного Агапита Печерского, врача безмездного, в Ближних пещерах (XI)
- память преподобного Иустина По́повича, Челийского (1978) (Сербская православная церковь)
- память священномученика Василия Преображенского, пресвитера; мученицы Веры Самсоновой (1940)

### Именины
- Католические: Эльвира, Валерий, Василий.
- Православные: Вера, Гавриил, Павел.

## События
См. также: Категория:События 14 июня

### До XIX века
- 325 — в городе Никее открылся первый Вселенский собор в истории христианства.
- 1325 — 21-летний Ибн Баттута покинул свой родной город Танжер и отправился в паломничество.
- 1587 — в Тобольске освящена Троицкая церковь, что считается датой основания города.
- 1775 — создана армия США.
- 1777 — Второй континентальный конгресс принял звёздно-полосатый флаг США (первоначально 13 звёзд и 13 красных и белых полос)[5].
- 1783 — на западном берегу Южной бухты были заложены первые каменные постройки города Севастополь, эта дата считается днём основания города[6].
- 1797 — после французского завоевания провозглашено создание Лигурийской республики.
- 1800
  - В Каире мусульманским фанатиком убит наполеоновский генерал, губернатор Египта Жан-Батист Клебер.
  - Австрийская армия Меласа разбита Наполеоном в битве при Маренго.

### XIX век
- 1807 — русская армия разгромлена Наполеоном под Фридландом.
- 1834 — Исаак Фишер младший (Спрингфилд, штат Вермонт) запатентовал наждачную бумагу[7].
- 1838 — на пути из города Саванна в порт Балтимора близ берегов Северной Каролины взорвались паровые котлы американского колёсного парохода «Пьюласки» (англ. Pulaski). В результате чрезвычайного происшествия погибли 140 пассажиров и членов экипажа корабля[8].
- 1839
  - В Англии состоялась первая Королевская регата в Хенлее.
  - Правительство Франции выкупило у изобретателей права на технологию дагеротипии, передав её в общественное достояние.
- 1846 — провозглашение независимой от Мексики Калифорнийской республики. События названы «восстанием Медвежего флага», которые впоследствии привели к присоединению Калифорнии к США[9].
- 1847 — немецкий химик Роберт Бунзен изобрёл горелку, названную его именем.
- 1859 — присоединение Чечни к Российской империи.
- 1891 — состоялась закладка Великой Сибирской железнодорожной магистрали.
- 1898 — в России впервые законодательно ограничен рабочий день — до 11,5 часов.
- 1900 — Гавайские острова объявлены территорией США.

### XX век
- 1903 — в городе Хепнере произошло самое смертоносное стихийное бедствие[англ.] в истории штата Орегон, США[10].
- 1905 — началось восстание на русском броненосце «Князь Потёмкин Таврический».
- 1912 — в Лионе (Франция) местные власти запретили показ любых фильмов, в которых показываются уголовные преступления.
- 1918
  - Донские и кубанские казаки заключили договор о сотрудничестве.
  - Постановлением СНК РСФСР «Об отпусках» впервые в России введены отпуска[11].
- 1919 — принятие Конституции Венгерской советской республики I Всевенгерским съездом Советов.
- 1921 — английский министр по делам колоний Уинстон Черчилль объявил, что английская администрация Месопотамии будет заменена на арабское правительство.
- 1927 — начала свою работу Женевская конференция, созванная по инициативе Джозефа Остина Чемберлена.
- 1938 — Бенджамин Грушкин (США) запатентовал хлорофилл.
- 1939 — в СССР объявлено о противоречии генетики марксистской диалектике.
- 1940
  - Войска вермахта заняли Париж.
  - Над Финским заливом советские ВВС сбили финский пассажирский самолёт.
- 1941
  - Массовые аресты и депортация советскими властями жителей Латвии, Литвы и Эстонии.
  - Нарком иностранных дел СССР В. Молотов заявил, что только идиот мог бы сейчас думать о нападении на Советский Союз.
- 1942 — на экраны США вышел мультфильм Уолта Диснея «Бэмби».
- 1944 — по иску Свидетелей Иеговы Верховный суд США признал незаконной обязательную процедуру отдания салюта американскому флагу.
- 1951 — в Вашингтоне поступил в продажу первый компьютер, созданный в США — UNIVAC I.
- 1954 — по всем США проведено тестирование американских граждан на знания правил поведения во время атомной атаки.
- 1956 — английские войска покинули зону Суэцкого канала. 26 июля Египет национализировал Суэцкий канал.
- 1957 — ЦК КПСС объявил общественный призыв молодёжи на работу в Донбассе.
- 1963 — запущен советский пилотируемый космический корабль «Восток-5».
- 1963 — Китай отказался признавать за СССР руководящую роль в мировом коммунистическом движении.
- 1964 — на Гаити был организован всенародный плебисцит. На бюллетенях напечатали декрет, провозглашавший президента Франсуа Дювалье пожизненным президентом. На вопрос «Согласны ли вы?» тут же крупными буквами был напечатан ответ «Да». Тот, кто хотел сказать «нет», должен был вписать это от руки, а это означало стать жертвой преследования.
- 1965 — Боб Дилан записал в Нью-Йорке первую свою композицию с использованием электрогитары — «Like a Rolling Stone».
- 1966 — Римская курия объявила о прекращении издания официального перечня книг («Index librorum prohibitorum»), чтение которых запрещено под угрозой отлучения от католической церкви. Перечень издавался с 1559 года.
- 1969 — в СССР объявлено чрезвычайное положение в сельском хозяйстве, всё население призвано спасти урожай.
- 1970 — группа Blood, Sweat & Tears начала турне по Югославии, Румынии, Польше. Впервые западные рок-музыканты гастролировали за «железным занавесом».
- 1973 — произошло столкновение гвардейской атомной ракетной подводной лодки Тихоокеанского флота К-56 проекта 675 с научно-исследовательским судном «Академик Берг»[12].
- 1981 — катастрофа Ил-14 на Байкале, погибли 48 человек.
- 1982 — окончание Фолклендской войны, победа Великобритании.
- 1984 — Палата общин британского парламента приняла новое законодательство о браке, которое позволяет супругам развестись через год после бракосочетания.
- 1985 — в Шенгене (Люксембург) был подписан договор между пятью европейскими государствами, получивший название «Шенгенского соглашения».
- 1993 
  - с отменой запрета на продажу высоких технологий фирма Sun Microsystems Computer Company открыла свой офис в Москве.
  - произошло разрушительное наводнение на реке Каква, в Свердловской области. Наводнение нанесло огромный ущерб городу Серову, расположенному на этой реке.
- 1994 — впервые после национализации банков в 1979 году в Иране начали открываться частные банки.
- 1995 — банда, возглавляемая Шамилем Басаевым, захватила более 1600 заложников в больнице Будённовска, Ставропольский край.
- 1999 — Верховный суд США отменил 65-летний запрет на телерекламу казино.

### XXI век
- 2009 — в Минске прошёл 1-й Белорусский Республиканский фестиваль «День молока»[13].
- 2014 — катастрофа Ил-76 в Луганске.
- 2018 — в России начался чемпионат мира по футболу.

## Родились
См. также: Категория:Родившиеся 14 июня

### До XIX века
- 1736 — Шарль Огюстен Кулон (ум. 1806), французский физик и военный инженер, в 1785 г. экспериментально установивший основной закон электростатики (закон Кулона).
- 1763 — Симон Майр (ум. 1845), итальянский композитор немецкого происхождения.
- 1796 — Николай Бра́шман (ум. 1866), российский и чешский математик, механик и педагог.
- 1798 — Франтишек Палацкий (ум. 1876), чешский историк, основатель чешского национализма.

### XIX век
- 1811 — Гарриет Бичер-Стоу (ум. 1896), американская писательница («Хижина дяди Тома» и др).
- 1820 — князь Павел Вяземский (ум. 1888), руководитель российской цензуры (1881—1882), основатель Общества любителей древней письменности.
- 1823 — Пётр Лавров (ум. 1900), русский философ, публицист, идеолог народничества.
- 1830 — Николай Курочкин (ум. 1884), русский поэт-сатирик, переводчик и публицист, петрашевец, с 1861 г. — член общества «Земля и воля».
- 1835 — Николай Рубинштейн (ум. 1881), российский пианист, педагог, основатель Московской консерватории.
- 1856 — Андрей Марков (ум. 1922), русский математик, академик.
- 1864 — Алоис Альцгеймер (ум. 1915), немецкий психиатр и невролог, именем которого назван пресенильный психоз.
- 1868 — Карл Ландштейнер (ум. 1943), австрийский и американский врач-иммунолог, инфекционист и химик, первооткрыватель групп крови у человека, лауреат Нобелевской премии по физиологии или медицине (1930).
- 1871 — Фёдор Токарев (ум. 1968), конструктор стрелкового оружия (пистолет ТТ и пулемёт МТ), Герой Социалистического Труда, лауреат Государственной премии СССР.
- 1882 — Йон Антонеску (казнён в 1946), румынский военный и государственный деятель, диктатор Румынии (1940—1944).
- 1884 — Джон Маккормак (ум. 1945), ирландский певец (тенор).
- 1891 — Александр Волков (ум. 1977), советский писатель, драматург, переводчик.
- 1898 — Пётр Лещенко (ум. 1954), российский эстрадный певец и танцор.

### XX век
- 1902 — Николай Экк (наст. фамилия Ивакин; ум. 1976), кинорежиссёр, постановщик первых советских звуковых («Путёвка в жизнь», 1931, и др.) и цветного («Груня Корнакова», 1936) фильмов.
- 1904 — Нато Вачнадзе (погибла в 1953), грузинская советская актриса, заслуженная артистка РСФСР.
- 1906 — Маргарет Бурк-Уайт (ум. 1971), американская журналистка, пионер фотожурнализма.
- 1910 — Рудольф Кемпе (ум. 1976), немецкий дирижёр.
- 1920 — Кирилл Кондратьев (ум. 2006), советский и российский учёный-геофизик, академик АН СССР и РАН.
- 1922 
  - Кевин Роуч (ум. 2019), американский архитектор ирландского происхождения, лауреат Притцкеровской премии.
  - Джордж Баррис (ум. 2016), американский фотограф и фотожурналист.
- 1924 — Владимир Солоухин (ум. 1997), русский советский писатель и поэт.
- 1928 — Эрнесто Че Гевара (убит в 1967), латиноамериканский революционер.
- 1929 — Владимир Сошальский (ум. 2007), актёр театра и кино («Отелло», «Михайло Ломоносов» и др.), народный артист РСФСР.
- 1933
  - Ежи Косинский (ум. 1991), американский писатель польско-еврейского происхождения.
  - Владимир Краснопольский (ум. 2022), кинорежиссёр, сценарист, народный артист РСФСР.
- 1934 — Виктор Борцов (ум. 2008), актёр театра и кино, народный артист РСФСР.
- 1941 — Александр Потапов (ум. 2014), актёр театра и кино («Любовь земная» и др.), народный артист РСФСР.
- 1943 — Борис Вознюк, актёр театра и кино, народный артист Украины.
- 1945 — Йорг Иммендорф (ум. 2007), немецкий живописец-неоэкспрессионист, скульптор.
- 1946 — Дональд Трамп, американский миллиардер, 45-й президент США (2017—2021), 47-й президент США (2025-н.в)
- 1949
  - Бертран Лавье, французский художник, представитель «антиискусства».
  - Джим Ли, британский музыкант, бывший бас-гитарист и бэк-вокалист рок-группы Slade.
- 1950 — Семён Спивак, советский и российский театральный режиссёр, педагог, народный артист России.
- 1951 — Александр Сокуров, советский и российский кинорежиссёр и сценарист, народный артист РФ.
- 1952 — Леон Уисельтир, американский писатель, критик, редактор журнала.
- 1956
  - Джанна Наннини, итальянская рок-певица и композитор.
  - Елена Сафонова, актриса театра и кино («Зимняя вишня», «Такси-блюз» и др.), заслуженная артистка России.
  - Сергей Черняховский, российский политический философ, политолог, публицист.
- 1957
  - Леонард Блаватник, американский и британский бизнесмен советского происхождения.
  - Николай Дроздецкий (ум. 1995), советский хоккеист, олимпийский чемпион (1984), двукратный чемпион мира.
- 1958
  - Эрик Хайден, американский конькобежец, 5-кратный олимпийский чемпион, многократный чемпион мира.
  - Олаф Шольц, немецкий политик, государственный деятель, Федеральный канцлер Германии (2021—2025).
- 1961 — Бой Джордж (наст. имя Джордж О’Дауд), английский рок-певец и композитор (группы Culture Club, Jesus Loves You).
- 1963 — Тамерлан Агузаров (ум. 2016), российский государственный и политический деятель, глава Республики Северная Осетия — Алания (2015—2016).
- 1968
  - Ясмин Блит, американская актриса и фотомодель.
  - Владимир Якушев, российский государственный и политический деятель, губернатор Тюменской области, министр строительства и жилищно-коммунального хозяйства Российской Федерации, полномочный представитель Президента Российской Федерации в Уральском федеральном округе, первый заместитель председателя Совета Федерации Федерального собрания Российской Федерации (с 25 сентября 2024).
- 1969
  - Штеффи Граф, немецкая теннисистка, победительница 22 турниров Большого шлема в одиночном разряде, олимпийская чемпионка (1988).
  - Эрик Дежарден, канадский хоккеист и тренер.
- 1973
  - Михаил Кликин, российский писатель-фантаст.
  - Светлана Ражнатович (псевдоним Цеца), сербская поп-певица.
- 1983 — Луи Гаррель, французский киноактёр, сценарист и режиссёр, лауреат премии «Сезар».
- 1990 — Регина Тодоренко, украинская телеведущая, певица, композитор.
- 1992 — Дэрил Сабара, американский актёр (фильм «Дети шпионов» и др.).
- 1999 — Чжоу Цзыюй, тайваньская певица, участница южнокорейской гёрл-группы «Twice»

## Скончались
См. также: Категория:Умершие 14 июня

### До XX века
- 847 — Мефодий I (р.788/800), Патриарх Константинопольский (с 843).
- 1825 — Ланфан, Пьер Шарль (р. 1754), французский архитектор, автор плана города Вашингтон, столицы США.
- 1828 — Карл Август (р. 1757), великий герцог Саксен-Веймар-Эйзенахский (1815—1828), генерал от кавалерии на русской службе.
- 1837 — Джакомо Леопарди (р. 1798), итальянский поэт, философ.
- 1886 — Александр Островский (р. 1823), русский драматург.

### XX век
- 1903 — Карл Гегенбаур (р. 1826), немецкий зоолог, один из основоположников эволюционного направления в сравнительной анатомии.
- 1910 — Василий Яковлевич Михайловский (р. 1834), протоиерей РПЦ, богослов, поэт, педагог, настоятель Церкви Вознесения, председатель Петербургского общества трезвости[14].
- 1920 — Макс Вебер (р. 1864), немецкий социолог, историк, экономист, юрист, основатель современной социологии.
- 1926 — Мэри Стивенсон Кэссетт (р. 1844), американская художница и график.
- 1927 — Джером Клапка Джером (р. 1859), английский писатель-юморист.
- 1928 — Эммелин Панкхёрст (р. 1858), британская политическая активистка, лидер британских суфражисток.
- 1931 — Вячеслав Липинский (р. 1882), украинский историк, политолог, дипломат, сподвижник гетмана Скоропадского.
- 1936 — Гилберт Кийт Честертон (р. 1874), английский писатель.
- 1938 — Уильям Кэмпбелл (р. 1862), американский астроном, исследователь атмосферы Марса.
- 1939 — Владислав Ходасевич (р. 1886), русский поэт, критик и мемуарист.
- 1944 — Любор Нидерле (р. 1865), чешский археолог, этнограф, историк-славист и антрополог.
- 1945 — Григорий Адамов (р. 1886), советский писатель-фантаст.
- 1946 — Джон Лоджи Берд (р. 1888), шотландский инженер, первым осуществивший телевизионную передачу движущихся объектов.
- 1947 — Альбер Марке (р. 1875), французский художник-постимпрессионист.
- 1953
  - Осип Абдулов (р. 1900), актёр театра и кино, народный артист РСФСР.
  - погибла Нато Вачнадзе (р. 1904), грузинская советская актриса, заслуженная артистка РСФСР.
- 1968 — Сальваторе Квазимодо (р. 1901), итальянский поэт, лауреат Нобелевской премии (1959).
- 1976 — Геза Анда (р. 1921), венгерский пианист, дирижёр и педагог.
- 1979 — Александр Морозов (р. 1904), советский инженер-конструктор, один из создателей танка Т-34.
- 1983 — Алексей Сурков (р. 1899), русский советский поэт, автор песен («Бьётся в тесной печурке огонь»).
- 1986 — Хорхе Луис Борхес (р. 1899), аргентинский писатель и поэт.
- 1990 — Эрна Бергер (р. 1900), немецкая певица (сопрано).
- 1994 — Генри Манчини (р. 1924), американский кинокомпозитор и дирижёр, обладатель 4 премий «Оскар».
- 1995
  - Роджер Желязны (р. 1937), американский писатель-фантаст польского происхождения.
  - Рори Галлахер (р. 1948), ирландский блюз-рок-гитарист, автор песен.
- 1999 — Илья Гутман (р. 1918), советский кинорежиссёр и оператор-документалист.

### XXI век
- 2002 — Евгений Носов (р. 1925), русский советский писатель.
- 2005 — Карло Мария Джулини (р. 1914), итальянский дирижёр и педагог.
- 2007 — Курт Вальдхайм (р. 1918), австрийский дипломат и политик, 4-й Генеральный секретарь ООН (1972—1981), президент Австрии (1986—1992).
- 2009 — Пётр Вельяминов (р. 1926), актёр театра и кино, народный артист РСФСР, лауреат Государственной премии СССР.
- 2010 — Леонид Кизим (р. 1941), советский космонавт, дважды Герой Советского Союза.
- 2011 — Данута Столярская (р. 1929), советская киноактриса, заслуженная артистка РСФСР.
- 2012 — Иветт Уилсон (р. 1964), американская актриса-комедиантка.
- 2018 — Станислав Говорухин (р. 1936), кинорежиссёр, актёр, сценарист, общественный деятель, народный артист России.
- 2025 — Виолета Барриос де Чаморро (р. 1929), никарагуанская журналистка, политический и государственный деятель. Президент Никарагуа (1990 — 1997).

## Приметы
Устинов день / Устин — брусничные губы
- Красное утро на Устина — красный налив ржи. Рожь красно открасуется. Брусничные губы. Зардеется утром ясно — колосья взойдут подногрудны, выспеют туго и красно.
- Дождливый и пасмурный Устинов день — урожай на лён[15].